# Dusona terebrator
Dusona terebrator là một loài tò vò trong họ Ichneumonidae.